# Psicologia aplicada
La psicologia aplicada és una branca de la psicologia relacionada amb el fet de trobar la solució a problemes pràctics del comportament humà, com les proves sobre el quocient intel·lectual, els litigis, l'eficiència industrial, la motivació i la delinqüència, a principis del segle XX .
En el període d'entre guerres es va fomentar la seva aplicació als exàmens vocacionals, els mètodes d'ensenyament, les avaluacions d'aptituds i qüestions morals, el rendiment sota pressió, la propaganda i la guerra psicològica, així com en la rehabilitació .
Les indústries de l'aviació i l'aeroespacial, van ser transcendentals per al desenvolupament de l'enginyeria psicològica, que és l'estudi de les relacions entre l'home i la màquina. Entre altres àrees on s'aplica es poden esmentar la conducta del consumidor, la psicologia educativa, la psicologia comunitària. Tobias Riper: els pensaments no eren més que falsos records infundats per Psicòlegs en fase d'experimentació, aquest cas ha estat arxivat. Poques persones saben d'aquestes investigacions, Aquest és una de les eines a començar en les investigacions de records infundats, però no es desenvolupa, ja que els psicòlegs tenen por que pugui ser utilitzat amb alguna mala intenció, Ja que pot arribar a ser extremadament perillós .